# Kafr Dan
Kafr Dan, en arabe : كفر ذان, est un village du gouvernorat de Jénine en Palestine, dans le nord de la Cisjordanie. Il est situé à 8 kilomètres au nord-ouest de Jénine, à l'est d'Al-Yamun] et au nord de Burquin. Selon le recensement du Bureau central palestinien des statistiques, la localité compte une population de 6 591 habitants en 2017.

## Conflit israélo-palestinien
Le village est attaqué par l'armée israélienne le 3 septembre 2024 au cours d'une offensive d'envergure visant de nombreuses localités de Cisjordanie. Une jeune fille de 16 ans est abattue. Les témoignages indiquent que les soldats israéliens ont entravé l’accès des ambulanciers, les empêchant ainsi de lui porter secours. Les équipes de presse venues filmer l'attaque affirment avoir été délibérément visées par les militaires israéliens ; quatre journalistes ont été blessés.